# Lychas gravelyi
Espèce
Lychas gravelyi est une espèce de scorpions de la famille des Buthidae.

## Distribution
Cette espèce est endémique de l'État Môn en Birmanie,. Elle se rencontre vers Moulmein.

## Description
La femelle holotype mesure 34 mm,.

## Étymologie
Cette espèce est nommée en l'honneur de Frederic Henry Gravely.

## Publication originale
- Henderson, 1913 : « Zoological Results of the Abor Expedition 1911-12. Arachnida, I. C. Scorpiones. » Records of the Indian Museum, vol. 8, p. 128-133 (texte intégral).